# 붉은털목
붉은털목(Erythropeltidales)은 콤프소포곤강에 속하는 홍조류 목의 하나이다. 1과 12속 64종으로 이루어져 있다. 붉은털(Erythrotrichia carnea)  등을 포함하고 있다.

## 하위 과
- 붉은털과 (Erythrotrichiaceae)
- 분류 미상 속
  - Madagascaria
  - Pseudoerythrocladia